# Poldi (Unternehmen)
Poldi s.r.o (historisch Poldi-Hütte oder Huť Poldi) aus Kladno bei Prag (Tschechien) ist ein Unternehmen, welches auf die Herstellung hochlegierter Stähle spezialisiert ist. Seit 1999 gehört das Unternehmen zur Scholz AG.

## Geschichte
Die Poldi-Hütte wurde 1889 von dem Unternehmer Karl Wittgenstein gegründet. Sie befand sich gänzlich in seinem Besitz. Für die neue Firma wählte Wittgenstein den Namen Poldi, die Koseform des Vornamens seiner Frau Leopoldine. Das Kopfprofil dieser Frau wird bis heute als Logo des Unternehmens verwandt.
Ein Jahr später wurde das Unternehmen in eine Aktiengesellschaft unter der Firmierung Poldihütte, Tiegelstahlfabrik-AG umgewandelt.
Die Transaktion fand mit Unterstützung der Böhmischen Escompte-Bank statt, die bis 1945 die Hausbank des Unternehmens blieb.
Um das Jahr 1900 wurde in der Poldi-Hütte der Poldihammer entwickelt, ein handliches Gerät zur Härteprüfung. Zwischen 1903 und 1911 wurde das Unternehmensgelände vom Architekten Josef Hoffmann umgestaltet. Dazu zählten der Neubau eines Gästehauses (Dům hostů Poldiny hutě, auch Poldihaus) einschließlich der Innenausstattung, eine Villa für den Betriebsdirektor Franz Hatlanek, eine Überdachung der Haupteinfahrt und mehrere Gebäudefassaden.
1909 fand Poldi-Stahl Verwendung beim Bau des Rennwagens Blitzen-Benz. 1930 wurden Stahlerzeugnisse der Poldi-Hütte beim Bau der Sydney Harbour Bridge eingesetzt.
Wegen umfangreicher Rüstungsaufträge für das österreich-ungarische Heer während des Ersten Weltkriegs entschloss sich die Firmenleitung 1916 zur Errichtung eines Zweigwerks in Komotau. Mit dessen Errichtung wurde der Ingenieur Richard von Doderer beauftragt. Wegen des kriegsbedingten Mangels an Baumaterial konnte das Werk aber erst 1920, nach dem Kriegsende, in Betrieb genommen werden.
Nach der Annexion der Tschechoslowakei durch das Dritte Reich wurde die Poldi-Hütte Teil der Reichswerke Hermann Göring. Nach der Machtübernahme der tschecho-slowakischen Kommunisten 1948 wurde das Unternehmen verstaatlicht und in die Planwirtschaft eingegliedert. Während dieser Zeit war die Poldi-Hütte auch Sponsor des Eishockeyklubs Poldi Kladno. 1969 begann die Herstellung der ersten Chirurgenbestecke aus rostfreien Poldi-Stählen. Heute produziert das Unternehmen vorwiegend hochlegierten Schmiedestahl für den Werkzeug-, Schiff- und Fahrzeugbau sowie für Windkraftanlagen und Kernkraftwerke.
Nach dem Zusammenbruch des Kommunismus 1989/90 begann die Privatisierung der Hütte. In diesem Zusammenhang wurden 1992 die nicht direkt mit der Stahlherstellung verbundenen Produktionsbereiche als eigenständiges Unternehmen – Strojírny POLDI s.r.o., heute: Strojírny Poldi a. s. – abgespalten. 1993 erfolgte dann der Verkauf sowohl der Strojírny POLDI als auch der restlichen Poldi-Hütte an private Investoren. 1996 zwangen wirtschaftliche Schwierigkeiten die Poldi-Hütte in den Konkurs. Nachhaltig besserte sich die Lage des Unternehmens erst, als es zwischen 1999 und 2002 von der Scholz AG erst teilweise und dann zu 100 % erworben wurde. Bis Mitte 2009 wurde das Anlagevermögen für etwa 30 Millionen Euro vollständig modernisiert.
Strojírny Poldi wurde 2006 an die in Brünn ansässige Holding Jet Investment verkauft und hat derzeit rund 300 Mitarbeiter, vor allem in der Kurbelwellen- und Großwalzenproduktion.
Im Dezember 2017 meldete die Hütte wiederum Insolvenz an. Es folgten mehrere Versteigerungen und (versuchte) Übernahmen.